# Berville-en-Roumois
Pour les articles homonymes, voir Berville.
Berville-en-Roumois est une ancienne commune française située dans le département de l'Eure, en région Normandie.
Elle est une commune déléguée des Monts du Roumois depuis le 1er janvier 2017.

## Géographie

### Localisation
Berville-en-Roumois est une commune du nord-ouest du département de l'Eure. Elle appartient à la région naturelle du Roumois.
|                                         | Flancourt-Crescy-en-Roumois (comm. dél. de Bosc-Bénard-Crescy), Grand-Bourgtheroulde (comm. dél. de Thuit-Hébert) |                                                                 |
| Thenouville (comm. dél. de Theillement) | Berville-en-Roumois                                                                                               | Grand-Bourgtheroulde (comm. dél. de Bourgtheroulde-Infreville)  |
|                                         | Saint-Denis-des-Monts                                                                                             | Bosguérard-de-Marcouville (comm. nouv. de Les Monts du Roumois) |

## Toponymie
Le nom de la localité est attesté sous la forme Bervilla entre 1070, 1082 et en 1252 ; Berrevilla en 1259.
Le Roumois est une région naturelle de la Normandie, située au nord du département de l'Eure.

## Politique et administration
| Période                                  | Période       | Identité           | Étiquette | Qualité |
| ---------------------------------------- | ------------- | ------------------ | --------- | ------- |
| Les données manquantes sont à compléter. |               |                    |           |         |
| mars 2001                                | décembre 2016 | Véronique Hervieux | DVD       |         |

## Démographie
L'évolution du nombre d'habitants est connue à travers les recensements de la population effectués dans la commune depuis 1793. À partir du 1er janvier 2009, les populations légales des communes sont publiées annuellement dans le cadre d'un recensement qui repose désormais sur une collecte d'information annuelle, concernant successivement tous les territoires communaux au cours d'une période de cinq ans. 
Pour les communes de moins de 10 000 habitants, une enquête de recensement portant sur toute la population est réalisée tous les cinq ans, les populations légales des années intermédiaires étant quant à elles estimées par interpolation ou extrapolation. Pour la commune, le premier recensement exhaustif entrant dans le cadre du nouveau dispositif a été réalisé en 2007,.
En 2014, la commune comptait 838 habitants, en évolution de +14,48 % par rapport à 2009 (Eure : +2,66 %, France hors Mayotte : +2,49 %).
| 1793 | 1800 | 1806 | 1821 | 1831 | 1836 | 1841 | 1846 | 1851 |
| ---- | ---- | ---- | ---- | ---- | ---- | ---- | ---- | ---- |
| 452  | 429  | 496  | 463  | 455  | 493  | 492  | 701  | 637  |

| 1856 | 1861 | 1866 | 1872 | 1876 | 1881 | 1886 | 1891 | 1896 |
| ---- | ---- | ---- | ---- | ---- | ---- | ---- | ---- | ---- |
| 604  | 608  | 564  | 544  | 511  | 460  | 506  | 459  | 441  |

| 1901 | 1906 | 1911 | 1921 | 1926 | 1931 | 1936 | 1946 | 1954 |
| ---- | ---- | ---- | ---- | ---- | ---- | ---- | ---- | ---- |
| 421  | 418  | 453  | 373  | 404  | 411  | 397  | 400  | 408  |

| 1962 | 1968 | 1975 | 1982 | 1990 | 1999 | 2007 | 2012 | 2014 |
| ---- | ---- | ---- | ---- | ---- | ---- | ---- | ---- | ---- |
| 435  | 452  | 481  | 567  | 616  | 661  | 702  | 816  | 838  |

## Enseignement
École élémentaire publique Charles Perrault.

## Culture locale et patrimoine

### Lieux et monuments
- Église Saint-Paterne[8]
- Château[9] au lieu-dit Le Thuit
- Manoir[10] au lieu-dit Angoville

### Patrimoine naturel

#### Site classé
- L'if situé dans le cimetière  Site classé (1928)[11].

## Personnalités liées à la commune
- Bon Henri Pierre de Blangy, descendant du dernier seigneur de Berville.